# San Francisco de Yojoa
San Francisco de Yojoa é uma cidade hondurenha do departamento de Cortés.